# Rancahan
Rancahan is een bestuurslaag in het regentschap Indramayu van de provincie West-Java, Indonesië. Rancahan telt 3896 inwoners (volkstelling 2010).